# Jaroslav Müller
Jaroslav Müller (13. listopadu 1901 Vršovice – ?) byl český a československý sportovní plavec, pólista a ragbista, účastník olympijských her 1924. Pozdější profesí praktický lékař.
Závodnímu plavání se věnoval od roku 1922 v klubu AC Sparta Praha. Specializoval se na plavecký styl prsa. V roce 1924 startoval na olympijských hrách v Paříži, kde na 200 m prsa nepostoupil z rozplaveb. Za Spartu hrál i vodní pólo na pozici obránce.
V závěru roku 1926 promoval na lékařské fakultě Univerzity Karlovy a získal titul MUDr. v oboru všeobecného lékařství.
Počátkem olympijského roku 1928 přestoupil ze Sparty Praha do ČPK Praha, ale na olympijské hry v Amsterdamu se nekvalifikoval. Po roce v ČPK Praha změnil v roce 1929 klubovou příslušnost za VS Praha. Za vysokoškoláky začal již dříve hrát ragby. V létě 1928 se s univerzitním ragbyovým týmem účastnil Světových studentských her v Paříži. Jeho manželkou byla klubová kolegyně, plavkyně Antonie Petrovičová.